# 崇安湍蛙
崇安湍蛙（学名：Amolops chunganensis）为赤蛙科湍蛙属的两栖动物，是中国的特有物种。分布于浙江、福建、湖南、广西、四川、贵州、陕西、甘肃等地，多栖息于热带地区山溪。其生存的海拔范围为600至1200米。该物种的模式产地在福建崇安。